# Piazza al Serchio
Piazza al Serchio – miejscowość i gmina we Włoszech, w regionie Toskania, w prowincji Lukka.
Według danych na rok 2004 gminę zamieszkiwało 2556 osób, 94,7 os./km².